# Provincia de Sistán y Baluchistán
Sistán y Baluchistán (en persa: استان سيستان و بلوچستان‎, Ostān-e Sīstān-o Balūchestān ) es una de las 31 provincias de Irán, localizada al sudeste del país, fronteriza con Pakistán y Afganistán, su capital es Zahedán la cual tiene 591 330 habitantes. La provincia es la tercera más grande de Irán con un área de 181 785 km² y una población de 2,2 millones.

## Geografía

Condados de Sistán y Baluchistán

Las provincia comprende dos secciones: Sistán al norte donde se encuentra el Dasht-e-Sistán formada por la cuenca del río Hirmand y el monte Khaje, y Baluchistán al sur, región principalmente montañosa con gran variedad de climas debido a la cercanía del mar de Omán y el monte Taftán.
Entre las montañas más importantes de la provincia destaca el Kuh-i-Taftán, con una altura de 4300 m, el cual fue un volcán activo, y actualmente es uno de los puntos más importantes del país para practicar el alpinismo. También son importantes otras montañas como el monte Bazmán, el Birg, el Malek Siah Kuh y el monte Khaje.
Los ríos más importantes de la provincia son el río Hirmand, el Bampur, el Kajo, el Sarbaz y el Kahir; mientras que los lagos más grandes son el Hamun, el Jazmurian y el Gowater.
La provincia es una de las regiones más secas de Irán presentándose un leve aumento de precipitaciones de este a oeste, y un aumento de humedad en las regiones costeras. La provincia está sujeta a vientos de temporada provenientes de distintas direcciones entre los cuales destacan el Levar que es un viento de 120 días de duración en Sistán, el Quosse, el séptimo viento conocido como Gav-kosh, el Nambi o viento del sur; el Hushak, los vientos húmedos del océano Índico, el Norte o Gurich, y el Gard o viento del oeste.

## Cultura
Al sur y oeste de Sistán y Baluchistán, la gente es en su mayoría de etnia baluchi, los cuales hablan el idioma baluchi. El nombre Baluchistán significa "Tierra de los baluchi" en persa. Por otra parte, el nombre persa de Sistán proviene del antiguo persa "Sakastāna", que significa "Tierra de los sakas", nombre persa para los escitas, que dominaron la región en el primer milenio a. C.
Es una de las regiones menos desarrolladas de Irán.

## Localidades
- Ali Akbar Khamr